# Masaaki Higashiguchi
Masaaki Higashiguchi (東口 順昭, Higashiguchi Masaaki) est un footballeur international japonais né le 12 mai 1986 à Takatsuki. Il est gardien de but.

## Palmarès
- Championnat du Japon : 2014